# Bayankhanite
La bayankhanite è un minerale non approvato dall'Associazione Mineralogica Internazionale (IMA) in quanto probabilmente è una miscela di fasi con composizione Cu8HgS5, Cu6HgS4 e Cu10Hg3S8 per i quali occorrono dati completi sulla diffrazione a raggi X per caratterizzare la specie.

## Etimologia e storia
La bayankhanite è stata scoperta nel 1984 in una miniera di fluorite nella località di Idermeg-Bayan-Khan-Ula nella provincia del Hėntij (Mongolia) dalla quale prende il nome.

## Origine e giacitura
La bayankhanite si presenta a volte concresciuta con calcocite, cinabro e digenite.

## Forma in cui si presenta in natura
La bayankhanite si presenta in grani singoli, sottoposti a processi di cataclasi e irregolari o allungati. Il colore del minerale è marrone chiaro/grigio-bluastro oppure nero, così come è nero il suo striscio.